# Henrik Amnéus
Johan Henrik Vilhelm Amnéus (* 2. Mai 1935 in Göteborg; † 14. Mai 2020 in Stockholm) war ein schwedischer Diplomat, der unter anderem von 1988 bis zum Abbruch der diplomatischen Beziehungen 1991 Botschafter im Irak sowie zwischen 1993 und 1997 Botschafter und Chef der Delegation beim Europarat in Straßburg war.

## Leben
Johan Henrik Vilhelm Amnéus, Sohn des Rechtsanwalts Johan Amnéus und dessen Ehefrau Karin Hegardt, legte 1956 das Examen als Seeoffizier der Reserve der Marine ab und begann daraufhin ein Studium an der Handelshochschule Stockholm (Handelshögskolan i Stockholm), welches er 1960 beendete. Daraufhin trat er 1961 als Attaché in den diplomatischen Dienst des Außenministeriums (Utenriksdepartementet) und war 1963 zeitweise an der Botschaft in Brüssel tätig. Nach Verwendungen an der Botschaft im Irak von 1965 bis 1967 sowie im Außenministerium zwischen 1967 und 1971, war er zwischen 1971 und 1975 an der Botschaft in der Sozialistischen Republik Rumänien tätig. Daraufhin folgte von 1975 bis 1978 eine Tätigkeit an der Ständigen Vertretung bei den Vereinten Nationen in New York City sowie zwischen 1978 und 1981 abermals im Außenministerium, ehe er von 1981 bis 1988 Gesandter (Minister) an der Ständigen Vertretung bei den UN in New York City war. Während dieser Zeit war er zwischen 1982 und 1986 Berater der UN-Haushaltskommission, zwischen 1983 und 1984 stellvertretender Vorsitzender sowie von 1987 bis 1988 Vorsitzender des Verwaltungs- und Haushaltsausschusses (Fünfter Ausschuss) der Generalversammlung der Vereinten Nationen.
1988 wurde Amnéus Nachfolger von Arne Thorén als Botschafter (Ambassadör) im Irak und behielt diesen diplomatischen Posten bis zum Abbruch der diplomatischen Beziehungen im Zuge des Zweiten Golfkrieges 1991. Nach seiner Rückkehr fungierte er zwischen 1991 und 1993 als Botschafter für Menschenrechte im Außenministerium und war daraufhin zwischen 1993 und 1998 Botschafter und Chef der Delegation beim Europarat in Straßburg. Während dieser Zeit übernahm er nach dem Kroatienkrieg 1996 zeitweise Sondermissionen für die Vereinten Nationen als Menschenrechtsberater der Übergangsverwaltung der Vereinten Nationen für Ostslawonien, die Baranja und West-Syrmien UNTAES (United Nations Transitional Administration for Eastern Slavonia, Baranja and Western Sirmium) und wurde im März 1997 Leiter der Mission der Organisation für Sicherheit und Zusammenarbeit in Europa (OSZE) in Kroatien. Daneben fungierte er auch als Vorsitzender des Gemeinsamen Implementierungs-Komitees für Menschenrechte (Joint Implementation Committee on Human Rights). Zuletzt wurde er 1998 Dozent an der Verteidigungshochschule FHS (Försvarshögskolan) und 1999 Botschafter im Außenministerium, ehe er 2000 in den Ruhestand trat.
Henrik Amnéus war zwischen 1984 und 1989 mit Catarina Adelswärd verheiratet und heiratete 1993 in zweiter Ehe Anne-Charlotte Carlén.